# Теат, Артюр
Артю́р Николя́ Теа́т (фр. Arthur Nicolas Theate; род. 25 мая 2000, Льеж, Валлония) — бельгийский футболист, защитник клуба «Айнтрахт» (Франкфурт) и сборной Бельгии. Участник чемпионата Европы 2024.

## Клубная карьера
Теат — воспитанник клуба «Остенде». 10 августа 2020 года в матче против «Беерсхота» он дебютировал в Жюпиле лиге. 4 октября в поединке против «Мускрон-Перювельз» Атрюр забил свой первый гол за «Остенде». Летом 2021 года Теат на правах аренды перешёл в итальянскую «Болонью». 18 сентября в матче против миланского «Интера» он дебютировал в итальянской Серии A. В этом же поединке Артюр забил свой первый гол за «Болонью». Летом 2022 года клуб выкупил трансфер игрока за 5,4 млн. фунтов стерлингов.
Летом того же года Теат перешёл во французский «Ренн», подписав контракт на 4 года. Сумма трансфера составила 19 млн. евро. 7 августа в матче против «Лорьяна» он дебютировал в Лиге 1. 21 августа в поединке против «Аяччо» Атрюр забил свой первый гол за «Ренн». 8 сентября в матче Лиги Европы против ларнакского АЕКа он забил гол. 

## Международная карьера
16 ноября 2021 года в отборочном матче чемпионата мира 2022 против сборной Уэльса Теат дебютировал за сборную Бельгии.
10 ноября 2022 года Теат был включён в официальную заявку для участия в матчах чемпионата мира 2022 года в Катаре. На турнире он был запасным и на поле не вышел.